# Zamarada polyctemon
Zamarada polyctemon är en fjärilsart som beskrevs av Louis Beethoven Prout 1932. Zamarada polyctemon ingår i släktet Zamarada och familjen mätare. Inga underarter finns listade i Catalogue of Life.